# Ernst Friedrich Wilhelm Klinkerfues
Ernst Friedrich Wilhelm Klinkerfues je nemški astronom, * 29. marec 1827, Hofgeismar, Nemčija  † 28. januar 1884, Göttingen, Nemčija
Njemu v čast so poimenovali asteroid 112328 Klinkerfues.

## Življenje in delo
Leta 1851 je postal asistent Carla Friedricha Gaussa na Observatoriju Göttingen. Doktoriral je leta 1855. Postal je predstojnik oddelka za praktično astronomijo na observatoriju.
V letu 1881 je objavil delo Tobias Mayer's grössere Mondkarte nebst Detailzeichnungen (Velik zemljevid Lune Tobiasa Mayerja), ki ga je pripravil že Tobias Mayer (1723 – 1762).
Odkril ali soodkril je nekaj kometov.